# Bettina Greiner
Bettina Greiner (* 1968 in Hannover) ist eine deutsche Zeithistorikerin, Museums- und Gedenkstättenleiterin. Seit März 2018 leitet sie das Willy-Brandt-Haus Lübeck.

## Leben
Greiner wurde in Hannover geboren. Ab dem Alter von 14 Jahren besuchte sie das Internatsgymnasium Schloss Plön. Ein Jahr ihrer Schulzeit verbrachte sie in den USA. Nach dem Abitur war sie ein Jahr als Au-Pair-Mädchen in Japan. Anschließend absolvierte Greiner eine Ausbildung zur Speditionskauffrau und arbeitete drei Jahre in Frankfurt am Main in diesem Beruf.
Ab 1995 studierte sie an den Universitäten Frankfurt am Main und Hamburg Geschichte, Politikwissenschaften sowie Amerikanistik und schloss 2001 als Magistra Artium ab. Mit einem Promotionsstipendium der Bundesstiftung zur Aufarbeitung der SED-Diktatur ging sie anschließend an die Universität Bern. Dort wurde sie 2008 mit einer Dissertation zu Geschichte und Wahrnehmung sowjetischer Speziallager in Deutschland (1945–1950) promoviert, die sie 2010 unter dem Titel „Verdrängter Terror“ veröffentlichte. 
Von 2010 bis 2018 war Greiner für das Hamburger Institut für Sozialforschung in Berlin tätig. Dort war sie unter anderem an der Organisation von zwei Tagungsreihen beteiligt, „Berliner Colloquien zur Zeitgeschichte“ (2010–2016) und „Berliner Kolleg Kalter Krieg“ (2015–2018). Berufsbegleitend absolvierte sie von 2014 bis 2016 ein Master-Studium im Wissenschaftsmarketing an der Technischen Universität Berlin. Am 1. März 2018 übernahm Greiner die Leitung des Willy-Brandt-Hauses Lübeck. Dort trat sie die Nachfolge von Jürgen Lillteicher an, der zum AlliiertenMuseum wechselte.
Bettina Greiner ist mit dem Historiker Bernd Greiner verheiratet.

## Schriften
- mit Alan Kramer (Hrsg.): Welt der Lager. Zur „Erfolgsgeschichte“ einer Institution. Hamburger Edition, Hamburg 2013, ISBN 978-3-86854-267-7.
- Verdrängter Terror. Geschichte und Wahrnehmung sowjetischer Speziallager in Deutschland. Hamburger Edition, Hamburg 2010, ISBN 978-3-86854-217-2.